# سكوت براون (ترامبوليني)
سكوت براون (بالإنجليزية: Scott Brown)‏ هو ترامبوليني ‏ أسترالي، ولد في 4 يوليو 1983 في غوسفورد في أستراليا.

## وصلات خارجية
- سكوت براون على موقع الاتحاد الدولي للجمباز (licence) (الإنجليزية)
- سكوت براون على موقع الاتحاد الدولي للجمباز (biography) (الإنجليزية)